# Nikolai Abramowitsch Putjatin

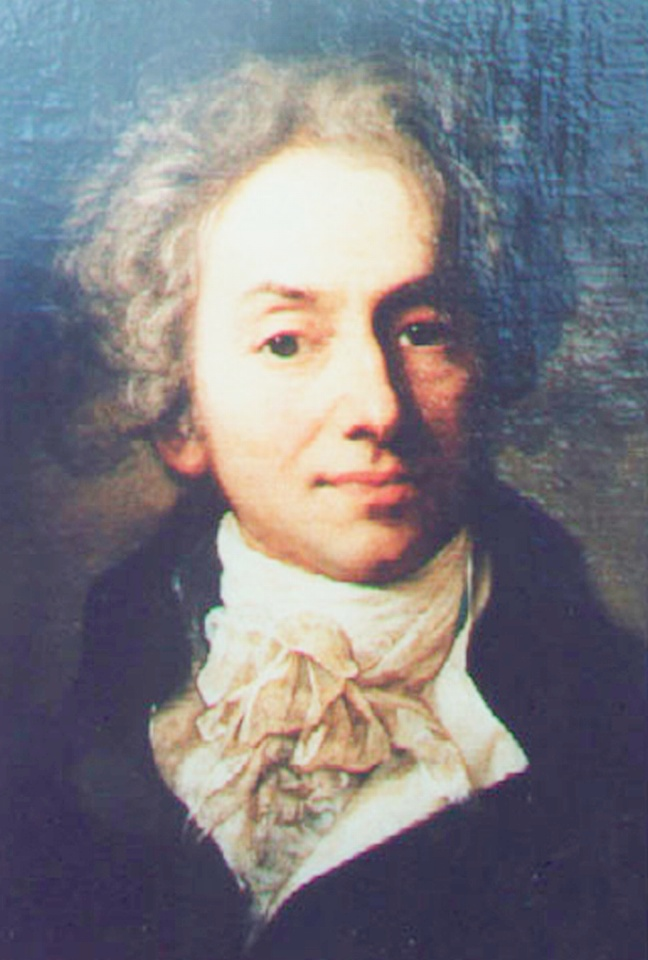
Nikolai Abramowitsch Fürst Putjatin

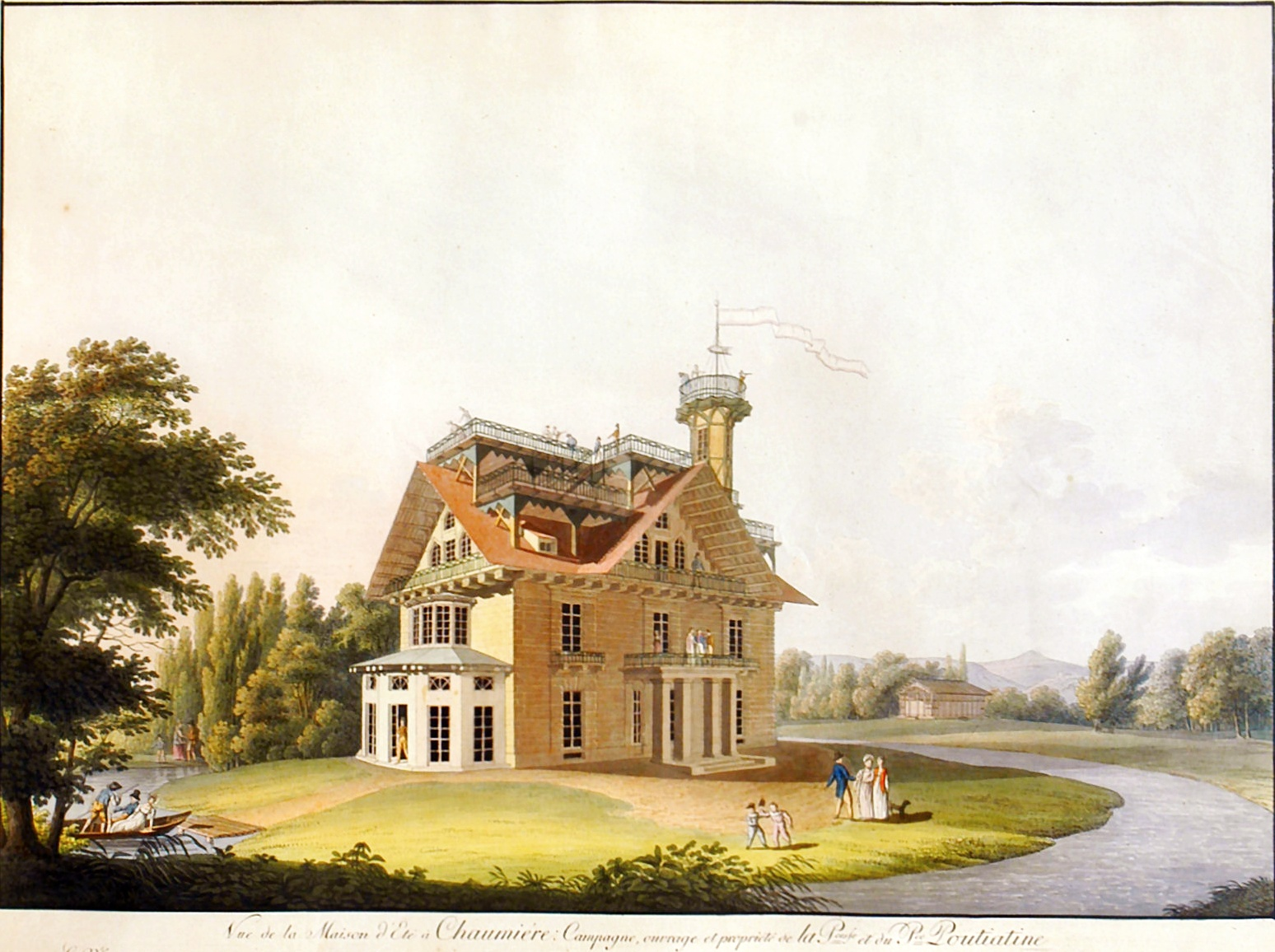
Putjatinsches Landhaus, 1811

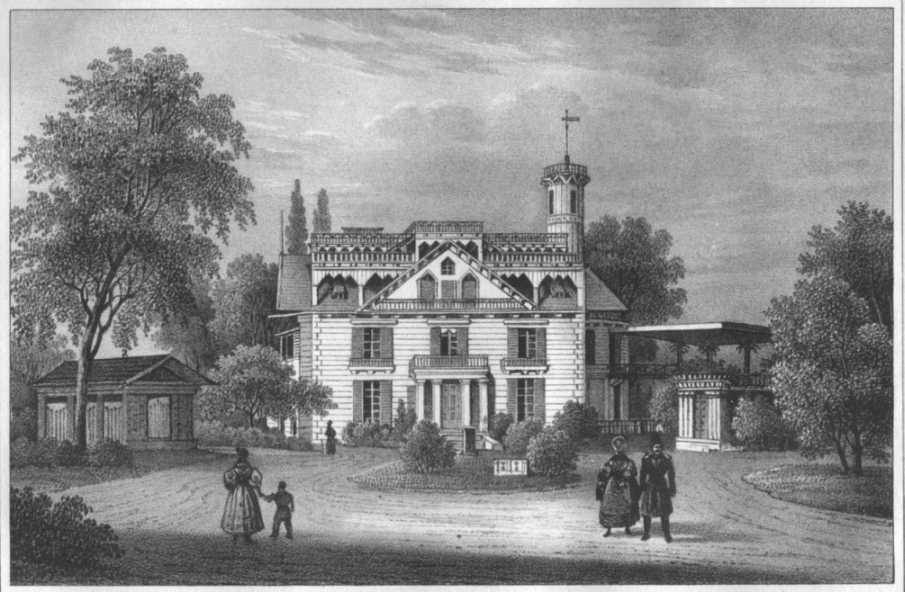
Putjatinsches Landhaus, 1837

Nikolai Abramowitsch Fürst Putjatin (auch: Putiatin, Puttiatin und Poutiatine, russisch Николай Абрамович Путятин; * 16. Mai 1749 in Kiew, damals Russland; † 13. Januar 1830 in Dresden) war ein Philanthrop und Philosoph, der in Dresden und besonders in der damals noch selbstständigen Gemeinde Kleinzschachwitz gewirkt hat.

## Leben

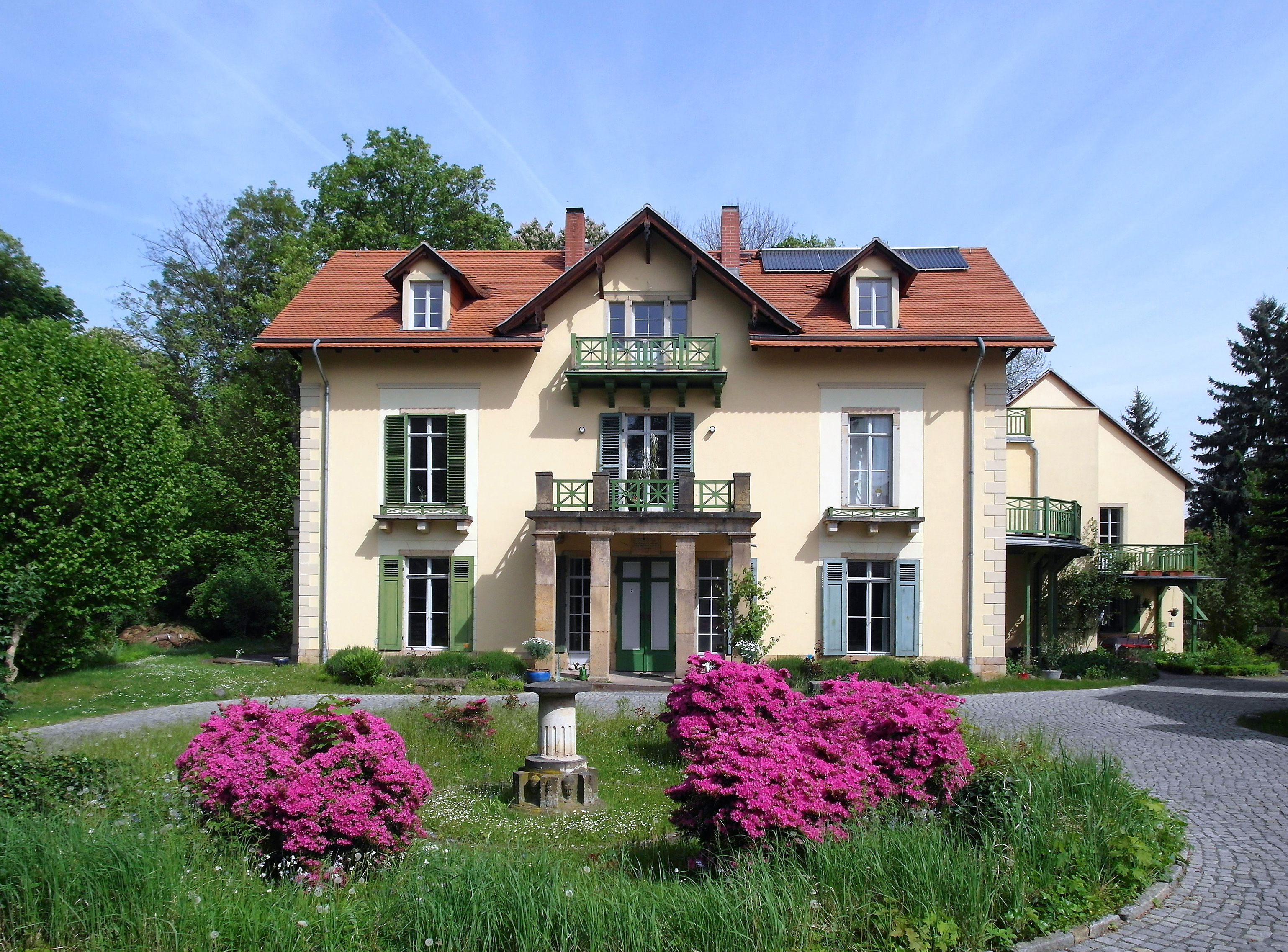
Ehemaliges Landhaus Putjatin, Zustand 2014

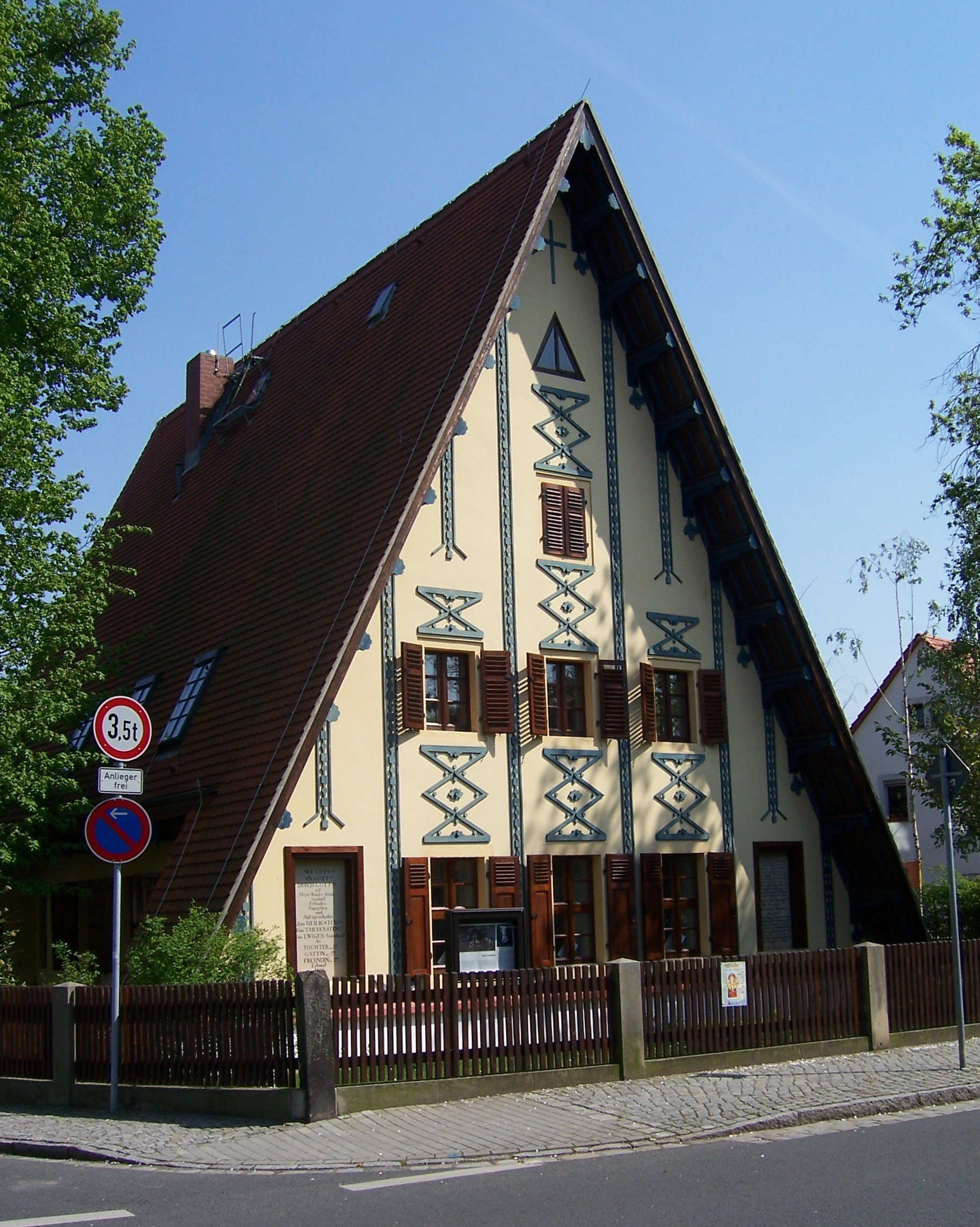
Das Putjatinhaus, eine von Putjatin projektierte Schule in Dresden-Kleinzschachwitz

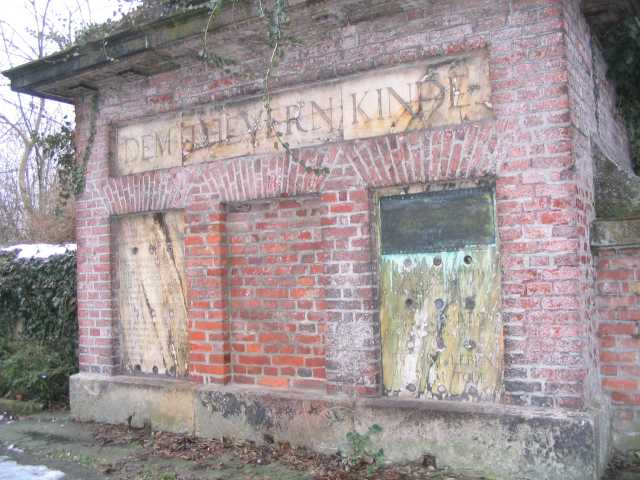
Mausoleum

Fürst Nikolaus Putjatin entstammte einer angesehenen alten Adelsfamilie. Seine Mutter starb kurz nach seiner Geburt. Seinen Vater, Abram Artjomjewitsch Putjatin, ein Oberst, befördert man im Siebenjährigen Krieg zum Brigadegeneral. Der Tradition seines Vaters folgend, trat Nikolaus Putjatin frühzeitig in den Militärdienst ein, doch die barbarischen Sitten dort, speziell eine Knutenexekution (Auspeitschung), die er selbst als kommandierender Offizier durchführen musste, veranlassten ihn, seinen Abschied aus der Armee zu nehmen.
Er beschäftigte sich mit der Bau- und Gartenkunst und wirkte an den Gärten von Zarskoe-Selo mit. Seine Begabung und technische Bildung verhalfen ihm zur Stellung eines kaiserlichen Ober-Bauintendanten in Sankt Petersburg. Er wurde Kammerherr und Geheimrat am kaiserlichen Hofe.
Dort lernte er die unglücklich verheiratete Gräfin Elisabeth von Sievers kennen, die Tochter des Oberhofmarschalls Karl von Sievers. Ihr Ehemann war Jakob Johann von Sievers, ein Neffe und Protegé ihres Vaters, ein bedeutender und mächtiger russischer Staatsmann, der auch aufgrund seiner Geschäfte jahrelang getrennt von seiner Frau lebte. Die langanhaltende Liebesbeziehung Putjatins führte 1778 zu der „Affaire Poutiatine“, einem Skandal am Hofe. Der gehörnte Ehemann schrieb am 29. November 1778 an Kaiserin Katharina II.: „… Ich habe die Schande der Tochter meines Wohltäters nicht offen kundig gemacht. Ich habe sie sorgfältig versteckt, einen Vorhang vorgezogen während sieben, oder besser gesagt elf Jahren …, Ich werde eine ehrliche anständige, völlige Scheidung in der Form Rechtens fordern, … meine Frau kann ihren Buhlen heiraten, und das Skandal zum Schweigen bringen, ich wäre entzückt darüber.“
Gräfin Elisabeth von Sievers hatte drei Töchter: Catharina (1770–1844), Benedicta (1773–1799) und Elisabeth (1776–1865), 1792 vermählte Berend von Uexküll (1762–1827). Bei ihrer Scheidung durfte sie nur Benedicta bei sich behalten. Putjatin heiratete die geschiedene Gräfin (wahrscheinlich 1778). Sehr wahrscheinlich verpflichtete er sich die Ehe „kinderlos“ zu halten, da (anerkannte) Nachkommen das Erbe der beiden bei Jakob Johann von Sievers verbliebenen Töchter gefährdet hätten. Das Paar verließ den russischen Hof und ging ins Ausland.
Gemeinsam mit Elisabeth Benedicta von Sievers, der zweiten Tochter der Gräfin, zog das Paar durch Europa und siedelte sich 1797 in Kleinzschachwitz bei Dresden an. Dort erbaute der Fürst nach eigenen Plänen eine extravagante Villa mit 16 Balkonen, einem kleinen Aussichtsturm („Storchennest“), vielen Schaukeln und einer Seilbahn in den Garten. Das Anwesen mit seinem mit Grotten und Ruinen geschmückten Park war der Öffentlichkeit zugänglich und überregional bekannt.
Er errichtete eine Schule in einem besonderen Baustil, die als Putjatinhaus (siehe Bild) heute denkmalgeschützt und eine Sehenswürdigkeit von Kleinzschachwitz ist.
Er ruht gemeinsam mit seiner Ehefrau († 1818) und seiner Stieftochter († 1799) in einem von ihm gestalteten Mausoleum auf dem „Neuen Begräbnisplatz“ (heute: „Historischer Friedhof“) in Dessau. Angesichts des Zeitpunkts ihrer Geburt und der innigen Verse könnte es sich bei der „Stieftochter“ um seine (heimliche) leibliche Tochter handeln.
Als Universalerbe setzte er Gottlob Wassily von Freymann (* 18. Oktober 1780 in St. Petersburg) ein. Dieser wuchs ohne Vater und Mutter auf und wurde vom Fürsten gefördert. Unter anderem schenkte ihm Putjatin zu Lebzeiten das Rittergut Großzschachwitz. – Das Erbe war durch eine frühere Übertragung von Gütern der Mutter an die Töchter und Legate (u. a. an die Dienerschaft) erheblich reduziert. Bei der Durchsicht der Hinterlassenschaft erfuhr von Freymann, dass er der Sohn des Fürstenpaares war. Putjatin durfte ihm dies zu Lebzeiten nicht mitteilen. Der Fürst litt sehr unter diesem Verbot, fühlte sich jedoch durch sein Ehrenwort gebunden. („Ein Mann!! Ein Wort!!“) Unter anderem bat er seine (Stief-)Töchter um die Unterstützung des Sohnes, der bei der Scheidung der Fürstin für das Glück der Töchter „geopfert“ wurde.
Fürst Putjatin blieb als großzügiger, frei denkender, liebenswerter Sonderling in Erinnerung und gilt heute als Dresdner „Original“. 1997 wurde ihm in Kleinzschachwitz ein Denkmal auf dem von ihm der Gemeinde Kleinzschachwitz geschenkten Platz errichtet, dem Putjatinplatz.

## Eigenarten
Fürst Putjatin sprudelte vor Erfindungen. So stattete er seine Kutsche mit Blasebalgen aus, um sich im Sommer Kühlung zu verschaffen, und seinen Schlitten mit einem Ofen für den Winter. Er erfand eine Zuckersäge, benutzte hölzerne Gesichtsmasken als Windschutz und erweiterte seinen Regenschirm zu einem „wandelnden Schilderhaus“ (Wilhelm von Kügelgen). Er war ein früher Verfechter der Freikörperkultur und lehnte das Tragen von Hosen ab. Er war in Musik und Poesie schöpferisch tätig und als eigensinniger Philosoph bekannt.

## Bauten und Stiftungen
- Landhaus und Park in Kleinzschachwitz
- Schulhaus in Kleinzschachwitz (heute: „Putjatinhaus“[2])
- Spieltempel
- Fahrweg und Marktplatz (heute Putjatinplatz)
- Mausoleum in Dessau

## Philosophisches Werk
- Worte aus dem Buche der Bücher. Hrsg.: August Wilhelm Tappe. Dresden 1824.

## Archivmaterial
- Gästebuch des Fürsten und Worte aus dem Buch der Bücher in der SLUB Dresden
- Einige Briefe der Familie im Staatsarchiv Detmold (Nachlass Stietencron aus Schötmar)
- Verlassenschaftsregelung des Fürsten im Stadtarchiv Dresden (Mikrofilm)
- Personenmappe im Stadtarchiv Dessau (u. a. Zeitungsartikel)